# Hrvatska Dubica
Hrvatska Dubica falu és község Horvátországban Sziszek-Monoszló megyében.

## Fekvése
Sziszektől légvonalban 47, közúton 54 km-re délkeletre, a Báni végvidéken, az Una folyó szávai torkolatától néhány kilométerre délnyugatra, a folyó bal partján a bosnyák határ mellett fekszik. Határátkelőhely Boszniába Kozarska Dubica felé.

## A község települései
A községhez Baćin, Donji Cerovljani, Gornji Cerovljani, Hrvatska Dubica, Slabinja és Živaja települések tartoznak.

## Története

### Az ókorban
A történelem előtti időben ezen a területen az illírek egyik törzse a japodok éltek. Az ő településük állhatott a község határában az Una melletti Gradina nevű lelőhelyen, ahonnan számos ókori lelet került elő. A rómaiak az i. e. 1. században hódították meg ezt a vidéket. A közeli Zrinska gora és a Trgovska gora területén már a rómaiak is bányásztak vasat, ólmot és ezüstöt. A meghódított területen megkezdődött az utak építése. Az illír területen két főutat építettek. Az egyik Salonából Sisciába, a másik Salonából Sirmiumba vezetett. Mindkét út a mai Dubica közelében haladt el. Római kori lelet az Una hídja melletti homokzátonynál talált római mérföldkő és a katolikus temető területén 1895-ben talált mérföldkő is, melyet ma a zágrábi régészeti múzeumban őriznek. A község területén összesen öt ilyen mérföldkő került elő.

### A középkorban
A horvátok ősei a 7. században telepedtek meg ezen a vidéken, mely a 10. században alapított Horvát Királyság része volt. 1097-ben a Petrova gora hegységben vívott csatában győzte le Könyves Kálmán serege Svačić Pétert az utolsó horvát királyt, majd a Kálmán király és a horvát nemesség közötti megállapodás a „pacta conventa” értelmében 1102-ben Horvátország részeként ez a terület is a Magyar Királyság része lett. A középkorban a község területe a dubicai zsupánsághoz tartozott, első ismert birtokosai a Babonićok voltak. Dubica első írásos említése 1239-ben történt, amikor Kálmán herceg kibékült a templomosokkal, akik így visszatérhettek birtokaikra. 1240-ben ismét megemlítik amikor a templomosok nagymestere Jakab mester tanúként szerepel egy Dubica közelében fekvő birtok eladásánál. A templomosok Zengg váráért cserébe kapták Dubicát. Távozásuk után Dubica a johannitáké lett. Dubicán a középkorban még két kolostor működött. A pálosok kolostora a Szűz Mária templommal az Una jobb partján állt, valamint a ciszterciek kolostora. A pálosok 1288-ban telepedtek meg az itteni Szűz Mária templom helyén állt épületben, ahova Iskvirin nevű rendtársuk magával hozta a Szűzanya szobrát. A rend 1465-ben a török támadások hatására távozott a településről.
Dubica váráról először egy 1244-ben itt keltezett okirat beszél, melyben Ernő nevű bírója megemlíti, hogy a vár a pálosok birtoka mellett áll. 1258-ban IV. Béla király oklevele, melyben egy a kostajnicai és a dubicai várbirtokok közötti perben ítélkezik már egyértelműen, „castrum Dobicha” alakban említi a várat. Dubica ebben az időben jelentős egyházi központ is volt. 1334-ben a dubicai főesperességhez három esperesség ( a dubicai, a sanai és a vrbaši) és összesen 46 plébánia tartozott. A templomosok egészen 1312-ben bekövetkezett feloszlatásukig maradtak Dubicán, ekkor a vár és a plébánia a johanniták, a Jeruzsálemi Szent János lovagrend igazgatása alá került. Dubicát 1351-ben ismét egy birtokvita miatt említik újra, melyben egy évvel később a zágrábi káptalan ítélkezett. A Zsigmond magyar király és Hervoja közötti háborúban 1397-ben Hervoja elfoglalta Dubicát, mely 1402-ig a birtokában volt. Ebben az időszakban a dubicai zsupánság területe túlnyúlt az Unán dél felé a Sana torkolatáról egészen a Kozarai-síkságig és Prosaraig.

### Dubica a török korban
Dubicát 1461-ben támadta először a török. 1483-ban Dubicánál győzte le Frangepán Bernardin serege a törököt. 1513-ban a török ismét megtámadta a határvidéket és elfoglalta Dubicát, de augusztus 16-án Dubica mellett az Una és a Száva közötti mezőn Beriszló Péter horvát bán aratott nagy győzelmet felettük. A csatában mintegy kétezer török harcos, köztük négy rangos tiszt esett el, az ötödik pedig rabságba esett. a zsákmányt a bán Ulászló királynak küldte el. A velencei-török háború során 1538-ban Dubica újra a törököké lett és egészen 1685-ig török kézen volt. A török uralom idején a banjalukai szandzsák része, a várnak 150 fős török őrsége volt. A törökellenes felszabadító harcok keretében Erdődy Miklós horvát bán 1685-ben adta ki a parancsot a töröknek az Una folyóig történő visszaszorítására. Ennek során foglalták vissza a várat a császári erők. A kialakult erőviszonyokat az 1699-es karlócai béke szentesítette, ezzel a határ hivatalosan is az Una folyóhoz került vissza. Dubica a zágrábi káptalan birtoka lett.

### A katonai közigazgatás idején
1703-ban Lipót császár az egész Una és Kulpa közötti térséget a bán katonai parancsnoksága alá rendelte, ezzel létrejött a Báni végvidék (horvátul Banija, vagy Banovina). A 18. században két nagy törökellenes háború is dúlt 1716 és 1718, illetve 1737 és 1739 között. Az elsőben a császári hadak felszabadították Észak-Boszniát és Szerbiát, de a másodikban újra elveszítették ezeket a területeket. A török hatóságok üldözni kezdték a boszniai keresztény lakosságot, ezért a nép a ferences szerzetesek vezetésével a Báni végvidék, és a Szerémség területére menekült. 1718 és 1871, a katonai közigazgatás megszüntetése között katonai irányítás alatt állt.
A határmenti harcok során Dubica többször cserélt gazdát. A település életében fontos szerepet játszott Franjo Tauszy a későbbi zágrábi püspök, aki 1734 és 1737 között dubicai kapitány volt. Tauszy 1736-ban a káptalan költségén az Una túloldalán új vár építésébe kezdett. Az vár már a következő évben betöltötte szerepét, amikor ellenállt a török támadásnak. 1738-ban Mijo Zlatarić zágrábi kanonok és a vár akkori parancsnoka megkezdték a Szentháromság plébániatemplom építését. 1742-ben a török ismét betört az Unamentére végigpusztítva azt. 1749-ben a Báni végvidéket átszervezték, két ezredre, a glinaira és a kostajnicaira osztották fel. Ekkor vita robbant ki az állami és az egyházi hatóságok között a határőrvidék katonai költségei és a fizetendő adók ügyében, mely azzal zárult, hogy Dubica továbbra is káptalani birtok maradt, de a kanonokoknak eleget kellett tenni a katonai kötelezettségeknek. Dubica neve említésre került a Tauszy püspök és Krčelić kanonok közötti egyházi vitában is.
1771-ben megkezdődtek az új Szentháromság plébániatemplom építési munkálatai. 1776-ra már a torony is állt benne a három haranggal. A felszerelést a káptalan, jövedelmeit pedig jelentős birtok biztosította, mely az Una mindkét partjára kiterjedt. Az Una túloldalán felépült a Szent István király emlékére épített Szent István templom. A plébániához még három kápolna, a Szűz Mária, a Nepomuki Szent János és a Mindenszentek kápolna tartoztak. 1809 és 1813 között Dubica is francia uralom alatt állt. A helyi iskola kezdetei a 18. század végéig nyúlnak vissza, amikor az oktatás még egyházi keretek között folyt. Az iskola régi történetének írásos nyomai nem maradtak, mivel a régi iskolaépület 1882-ben leégett és a tűzben minden dokumentum odaveszett. A 19. század második felében Dubica ismert vásáros hely volt, ahol fejlett volt a mezőgazdaság, az állattartás és a kézművesség.

### Története a 20. században
A katonai közigazgatás megszüntetése után Zágráb vármegye Kostajnicai járásának része volt. 1918-ban az új szerb-horvát-szlovén állam, majd később Jugoszlávia része lett. Különösen nehéz időszakot élt át a község lakossága a II. világháború alatt. 1941-ben a németbarát Független Horvát Állam része lett. 1991-ben a háború előtt lakosságának 51%-a horvát, 39%-a szerb nemzetiségű volt. 1991-ben elfoglalta a jugoszláv hadsereg és a horvát lakosságnak menekülnie kellett. 1995. augusztus 5-én a Vihar hadművelet elején szabadították fel a horvát erők. A visszatérő lakosság házainak, templomainak üszkös maradványait találta és teljesen megsemmisült az infrastruktúra. Baćinon tömegsírt találtak, a legnagyobbat az egész Banovinán, ahonnan 56 polgári áldozat maradványai kerültek elő. 
A településnek 2011-ben 1040, a községnek összesen 2089 lakosa volt.

## Népesség
| Lakosság változása | Lakosság változása | Lakosság változása | Lakosság változása | Lakosság változása | Lakosság változása | Lakosság változása | Lakosság változása | Lakosság változása | Lakosság változása | Lakosság változása | Lakosság változása | Lakosság változása | Lakosság változása | Lakosság változása | Lakosság változása |
| ------------------ | ------------------ | ------------------ | ------------------ | ------------------ | ------------------ | ------------------ | ------------------ | ------------------ | ------------------ | ------------------ | ------------------ | ------------------ | ------------------ | ------------------ | ------------------ |
| 1857               | 1869               | 1880               | 1890               | 1900               | 1910               | 1921               | 1931               | 1948               | 1953               | 1961               | 1971               | 1981               | 1991               | 2001               | 2011               |
| 2.848              | 3.153              | 3.072              | 3.379              | 3.468              | 3.783              | 3.525              | 3.383              | 2.813              | 2.793              | 2.723              | 2.433              | 2.170              | 2.062              | 987                | 1.040              |

## Nevezetességei
- A Szentháromság tiszteletére szentelt római katolikus plébániatemplomát 1771 és 1799 között építették a régi, fából készített templom helyén. Az 1880-as földrengés után helyre kellett állítani, akkor építettek a főhomlokzathoz két támpillért. A hajó és a félköríves szentély boltozott volt. A déli oldalhoz csatlakozott az oldalkápolna és a sekrestye. A délszláv háború idején többször érte bombatámadás, végül a települést elfoglaló szerb erők lerombolták. A szerb megszállás idején a templom helyét megtisztították és a helyén parkolót alakítottak ki. A háború után a templomot teljesen, régi stílusában újjáépítették.
- A Szentlélek eljövetele tiszteletére szentelt pravoszláv parochiális temploma szemben áll az újjáépített katolikus templommal. A templom 1805-ben épült, korábban ennek a helyén is állt már templom. 1941 augusztusában az usztasák földig rombolták. A templomnak nagyon szép, fényűző barokk ikonosztáza volt, az egyik legszebb az egész püspökség területén. A pravoszláv parókia a II. világháború idején az usztasák szállásaként szolgált. Egészen 1956-ig a helyi hatóságok foglalták le.
- A Kisboldogasszony tiszteletére szentelt pravoszláv temetőkápolnát 1944-ben az usztasák lerombolták. Az új templom 1972-ben épült. A délszláv háborút az épület külseje kisebb sérülésekkel vészelte át, belülről viszont fel kellett újítani. Ikonjai a régi templomból valók. a viszonylag nagyméretű épületet ötszögű apszis zárja. A négyszögletes torony a toronysisaknál nyolcszögletűvé megy át.
- A katolikus temetőben álló Szűz Mária kápolna 1804-ben épült. Az oltár a kápolna falára volt festve. A délszláv háború során a szerb erők teljesen lerombolták. A háború után felépült a mai, modern épület.
- Az 1898-ban épített Jézus szíve kápolnát a délszláv háború idején lerombolták.
- Dubica várát valószínűleg a 13. században építették. A kis méretű vár az Una partján állt, három torony és két bástya erősítette. A két bástya a folyóra támaszkodott, a part felől pedig földsánc védte és a Banjačka-patak medre határolta. Mára semmi sem maradt belőle.
- Az Una hídja közelében a bosnyák oldalon 1895 és 1900 között Hašim Šerić egy középkori templom alapfalait ásta ki, mely körül sok csontvázat talált. Ebből arra a következtetésre jutott, hogy a középkorban itt volt a templomosok központja. a II. világháború után erree a helyre építették a Park szállodát.

## Kultúra
- Hrvatska Dubicán működik a „Jeka” kulturális és művészeti egyesület. Az egyesületet 1927-ben alapították. Énekkarral és tamburazenekarral rendelkezik. A község népdalait, táncait, népszokásait ápolja.
- A településen minden év augusztus 5-én a szerb megszállás alóli felszabadítás napján rendezik meg a „Dubički susreti” nevű folklór fesztivált.

## Egyesületek
- A község önkéntes tűzoltóegyletét 1881-ben egy nagy tűzvész után alapították, melyben mintegy tíz lakóház és gazdasági épület égett le.
- A község nőegylete elsősorban humanitárius tevékenységet végez.

## Oktatás
A településen az „Ivo Kozarčanin” elemi iskola működik.

## Sport
- NK „Una-Mladost” Hrvatska Dubica labdarúgóklub
- „Una” Hrvatska Dubica sakk-klub
- „Una” Hrvatska Dubica teniszklub
- „Mladica” Hrvatska Dubica sporthorgászklub
- „Jelen” Hrvatska Dubica vadászklub
- Iskolai birkózóklub

## Fordítás
Ez a szócikk részben vagy egészben  a   Hrvatska Dubica című horvát Wikipédia-szócikk ezen változatának fordításán alapul.  Az eredeti cikk szerkesztőit annak laptörténete sorolja fel. Ez a jelzés csupán a megfogalmazás eredetét és a szerzői jogokat jelzi, nem szolgál a cikkben szereplő információk forrásmegjelöléseként.